# Slogan du mouvement Houthi
 (août 2023).
La mise en forme du texte ne suit pas les recommandations de Wikipédia : il faut le « wikifier ».
Les points d'amélioration suivants sont les cas les plus fréquents :
- Les titres sont pré-formatés par le logiciel. Ils ne sont ni en capitales, ni en gras.
- Le texte ne doit pas être écrit en capitales (les noms de famille non plus), ni en gras, ni en italique, ni en « petit »…
- Le gras n'est utilisé que pour surligner le titre de l'article dans l'introduction, une seule fois.
- L'italique est rarement utilisé : mots en langue étrangère, titres d'œuvres, noms de bateaux, etc.
- Les citations ne sont pas en italique mais en corps de texte normal. Elles sont entourées par des guillemets français : « et ».
- Les listes à puces sont à éviter, des paragraphes rédigés étant largement préférés. Les tableaux sont à réserver à la présentation de données structurées (résultats, etc.).
- Les appels de note de bas de page (petits chiffres en exposant, introduits par l'outil «  Source ») sont à placer entre la fin de phrase et le point final[comme ça].
- Les liens internes (vers d'autres articles de Wikipédia) sont à choisir avec parcimonie. Créez des liens vers des articles approfondissant le sujet. Les termes génériques sans rapport avec le sujet sont à éviter, ainsi que les répétitions de liens vers un même terme.
- Les liens externes sont à placer uniquement dans une section « Liens externes », à la fin de l'article. Ces liens sont à choisir avec parcimonie suivant les règles définies. Si un lien sert de source à l'article, son insertion dans le texte est à faire par les notes de bas de page.
- La présentation des références doit suivre les conventions bibliographiques. Il est recommandé d'utiliser les modèles {{Ouvrage}}, {{Chapitre}}, {{Article}}, {{Lien web}} et/ou {{Bibliographie}}. Le mode d'édition visuel peut mettre en forme automatiquement les références.
- Insérer une infobox (cadre d'informations à droite) n'est pas obligatoire pour parachever la mise en page.

Pour une aide détaillée, merci de consulter Aide:Wikification.
Si vous pensez que ces points ont été résolus, vous pouvez retirer ce bandeau et améliorer la mise en forme d'un autre article.
Le slogan du mouvement Houthi, plus connu sous le nom d’Al-Sarkha (en arabe : الصرخة, le cri), se lit « Dieu est le plus grand, Mort à l'Amérique, Mort à Israël, Malédiction sur les Juifs, Victoire à l'Islam » en arabe. Il est souvent représenté sur un drapeau blanc, avec le texte écrit en rouge et vert.

## Arrière-plan
Inspiré par la devise de l'Iran révolutionnaire, le slogan "Allah est le plus grand, Mort à l'Amérique, Mort à Israël, Malédiction aux Juifs, Victoire à l'Islam" n'était à l'origine pas lié au mouvement Houthi. Son origine exacte est contestée. Certaines sources affirment qu'il a été chanté pour la première fois à l'école Imam al-Hadi de Marran en janvier 2002, tandis que d'autres affirment que Hussein Badreddine al-Houthi l'a utilisé après avoir vu des images d'un jeune Palestinien mourant dans les bras de son père lors de la deuxième Intifada en 2000. Le slogan est finalement devenu un signe de protestation publique contre la dictature du président yéménite Ali Abdallah Saleh. Il a d'abord été largement utilisé lors d'une visite de Sa'dahpar Saleh en janvier 2003. À l'époque, le président avait l'intention de faire un discours pendant la prière du vendredi, mais a été noyé par les habitants qui ont scandé le slogan pour protester contre sa politique. Le gouvernement yéménite a répondu par une répression et 600 personnes ont été arrêtées pour avoir utilisé le slogan. Cependant, cela n'a fait qu'aggraver la situation et le slogan s'est répandu dans le nord du Yémen.
Le mouvement Houthi a officiellement adopté le slogan à la suite de l'invasion de l'Irak en 2003 qui a été largement condamnée dans le monde arabe. Cela a amené le mouvement sur une trajectoire de collision complète avec le gouvernement, car ce dernier a maintenu sa politique pro-américaine officielle malgré l'opposition publique. Le slogan a été interdit, mais les Houthis ont refusé de le rejeter, arguant que la constitution du Yémen protégeait la liberté d'expression. En 2004, la répression contre le slogan ainsi que contre le mouvement Houthi s'est intensifiée. De nombreux Houthis ont été emprisonnés et même torturés pour en avoir utilisé. Le conflit entre les Houthis et le gouvernement a finalement abouti au déclenchement d'une violente insurrection dans le nord du pays.
Malgré les connotations religieuses de leur slogan, les Houthis s'identifient comme un groupe nationaliste yéménite opposé à l'oppression de tous les Yéménites, y compris les musulmans sunnites, par des étrangers. Bien que le slogan soit le symbole le plus important du mouvement Houthi, souvent affiché sur des pancartes et des drapeaux, les Houthis affichent également le drapeau régulier du Yémen comme symbole de ralliement. Le drapeau palestinien est également utilisé par les partisans Houthi pour soutenir la cause palestinienne.